# Dale Stephens
Dale Stephens (Bolton, 12 de junho de 1989) é um futebolista profissional inglês que atua como defensor.

## Carreira
Dale Stephens começou a carreira no Bury FC.

## Títulos
Charlton Athletic
- Football League One: 2011–12